# Бродвей в Шайєнн (фільм, 1932)
«Бродвей в Шайєнн» (англ. Broadway to Cheyenne)— американський вестерн Гаррі Л. Фрейзера 1932 року.

## Сюжет
Детектив ковбой йде віч-на-віч проти банди міських головорізів, що пробують встановити контроль на заході.

## У ролях
- Рекс Белл — «Бізі» Кілдер
- Марселін Дей — Рут Картер
- Меттью Бетц — Джо Картер
- Рой Д'Арсі — Джесс Харві
- Роберт Елліс — B.H. «Бутч» Оуенс
- Гвен Лі — місіс Мірна Уоллес
- Гаррі Сімельс — Луї Уолш
- Ел Брідж — Ел
- Рей Даггетт — Рей Уолш
- Джон Елліотт — Мартін Кілдер
- Гордон Де Майн — фермер
- Джордж Геєс — Вельрус
- Ерл Двайр — скотар